# Графиня Солсбери (роман)
«Графи́ня Со́лсбери», иногда «Графиня Салисбюри» (фр. La Comtesse de Salisbury) — историко-приключенческий роман французского писателя Александра Дюма-отца, опубликованный в 1836 году. Его действие происходит во время Столетней войны.

## Сюжет и история текста
Действие романа начинается в Англии в 1338 году. Робер III Артуа побуждает короля Эдуарда III начать войну с Францией. Король влюбляется в графиню Солсбери, из-за чего не спешит выкупать из плена её мужа. Позже граф всё же возвращается домой, но король тут же отправляет его на континент с дипломатической миссией. Эдуард силой овладевает графиней, её муж клянётся отомстить и выдаёт врагу тайный союз Эдуарда с нормандцами, после чего оказывается в заключении. Графиня принимает яд. Эдуард проводит последующие годы в постоянных войнах. Только в 1376 году он выпускает графа Солсбери на свободу, а спустя год умирает.
Александр Дюма написал «Графиню Солсбери» в 1836 году. Роман выходил отдельными главами в парижской газете La presse (1836), в 1839 году вышел отдельным книжным изданием. Вместе с романом «Эдуард III» он образовал дилогию, посвящённую Столетней войне.
«Графиня Солсбери» стала одним из первых романов-фельетонов и одним из первых исторических романов Дюма. Вымышленная любовная линия соседствует здесь с масштабными историческими сценами, материал для которых автор почерпнул из хроники Жана Фруассара. Разные составляющие недостаточно хорошо организованы в единое целое: Дюма тогда только набирал писательский опыт.